# 四重溪 (地名)
四重溪，是台灣屏東縣車城鄉的一個傳統地域名稱，位於該鄉中部，並向東北延伸至北部邊界地帶。相較於今日行政區，其範圍大致包括溫泉村不含西南半葉的西北部，以及牡丹鄉的石門村西南部凸出部分的東南端。
本地區境內主要聚落為四重溪、下崁、大梅、石門埔、南勢湖、內埔，設有車城國小溫泉分校。

## 歷史
台灣日治初期，四重溪地區為一街庄，稱為「四重溪庄」（舊制街庄），隸屬於咸昌里。該庄昔日西邊中至北段、北邊及東北邊與蕃地為鄰，東邊及南邊為保力庄，西南邊為車城庄。
1901年（日治明治三十四年）11月11日，全台廢縣廳改設二十廳，該庄隸屬於恆春廳。1904年（明治三十七年）5月1日，該庄編入「車城區」，隸屬於恆春廳。1909年（明治四十二年）10月25日，全台合併二十廳為十二廳，車城區改隸屬於阿緱廳。1920年（大正九年）10月1日，全台地方制度大改正，廢十二廳改設五州二廳，該庄改制為「四重溪」大字，隸屬於高雄州恆春郡車城庄（新制街庄）。
戰後車城庄改制為車城鄉，隸屬於高雄縣，大字亦改制為村。1950年（民國39年）10月1日，高、屏分治，車城鄉改隸屬於屏東縣。
相較於今日行政區，本地區的範圍大致包括溫泉村不含西南半葉的西北部，以及牡丹鄉的石門村西南部凸出部分的東南端。

## 聚落
本地區發展較早的聚落為四重溪（已消失）、本務（已消失）、出湯（今稱四重溪）、南勢湖、內埔，在日治期初期的官方地圖上已有記載。此外，本地區尚有石門埔、大梅、下崁等聚落。

## 交通
縣道199號是壽卡至車城的道路，經過本地區的石門埔、四重溪、下崁等聚落。由該道路北行可前往牡丹鄉、牡丹鄉/獅子鄉交界地帶、獅子鄉/台東縣達仁鄉交界地帶，並止於省道台9戊線路口；南行可前往車城市區，並止於省道台26線路口。

## 學校
- 車城國小溫泉分校

## 景點
- 四重溪溫泉